# Álvaro Vaz Cardoso
Álvaro Vaz Cardoso (1370 - ?) foi um alcaide-mor do Castelo de Trancoso e Fidalgo da Casa do Rei D. João I de Portugal e também vassalo do Infante D. João após ter sido reconhecido por seu pai e legitimado pelo rei D. Fernando I de Portugal com carta emitida em 1 de Março de 1378.
O rei D. Fernando fez-lhe doação das terras de Vila de Rei, freguesia portuguesa do concelho de Trancoso. O Acto de reconhecimento régio permitindo-lhe suceder a seu pai na Honra e Quinta de Cardoso.

## Relações familiares
Foi filho de Vasco Lourenço Cardoso (1330 -?) e de Francisca Martins ou Marques (1340 -?). casou com Maria Rodrigues de Vasconcelos (1380 -?),  de quem teve:
1. Vasco Pais Cardoso (1400 -?) foi alcaide-mor do Castelo de Trancoso Casou por duas vezes, a primeira com Brites Anes do Amaral (1410 -?), filha de João Lourenço do Amaral (1325 -?) e de Aldonça Vasques. o segundo casamento foi com Leonor Vaz Pinto,
2. Nuno Álvares Cardoso (1420 -?) casou com Isabel Rebelo,
3. Fernão Álvares Cardoso (1410 -?) casou com Maria Anes do Amaral,
4. Brites Cardoso (c. 1420 -?) casou com Lopo Fernandes Fraião,
5. Aldonça Cardoso (c. 1410 -?) casou com Pedro Saraiva,
6. Isabel Cardoso casou com Pedro do Couto.

## Referêncais
- Manuel José da Costa Felgueiras Gayo, Nobiliário das Famílias de Portugal,  Carvalhos de Basto, 2ª Edição, Braga, 1989. vol. III-pg. 289 (Cardosos).